# 27657 Berkhey
27657 Berkhey è un asteroide della fascia principale. Scoperto nel 1974, presenta un'orbita caratterizzata da un semiasse maggiore pari a 2,2549222 UA e da un'eccentricità di 0,2929978, inclinata di 23,44647° rispetto all'eclittica.